# إديث ساتون
إديث ماري ساتون (بالإنجليزية: Edith Sutton) (1957-1862) أول امرأة تشغل منصب المستشار في إنجلترا، وأول امرأة تشغل منصب العمدة في مدينة ريدنغ، ومنادية بحق المرأة في الاقتراع.

## السيرة الذاتية
كانت ساتون عضوًا في عائلة ساتون سيدز الغنية في ريدينغ. في عام 1901، انتُخبت على أنها «معتدلة» لمجلس إدارة ريدنغ، وكانت الرابعة من أصل سبعة عشر مرشحًا. في العام التالي، شاركت في إنشاء بعثة بحرية، للتعليم الديني و «المتعة» الاجتماعية لنحو 400 - 500 عامل كانوا سيعينون في المدينة لمدة عام على الأقل لبناء خطوط فرعية.
عندما تغير القانون الانتخابي وأصبح من الممكن انتخاب النساء في الانتخابات البلدية، أُعيدت ساتون دون معارضة باعتبارها أول مستشارة أنثى في ريدنغ.

## المشاركة في حركة حق المرأة في الاقتراع
كانت الدكتورة ماري كروكشانك في منصب الرئاسة عندما تشكلت جمعية حق الاقتراع في ريدنغ كجزء من الاتحاد الوطني لجمعيات حق المرأة في الاقتراع في عام 1906. انتُخِبت ساتون نائبة للرئيس على الرغم من غيابها عن الاجتماع. نقلت صحيفة «ريدنغ أوبزيرفر» رسالتها:
«يجب أن أعترف بأنني امتنعت في البداية عن اتخاذ أي خطوة محددة في هذه المسألة المتعلقة بحق المرأة في الاقتراع؛ وذلك حتى أدركت الخوف المتمثل في السماح للآخرين بالقتال من أجل منصب سيكون المرء جاهزًا بدرجة كافية للتقدم إليه عند انتهاء القتال».
كان على ساتون اقتراح توجيه شكر لميليسنت فاوست في نهاية اجتماع مضطرب عُقِد في عام 1907؛ إذ تعرضت فيه السيدة فاوست للمقاطة باستمرار من قبل أحد الشباب الذين يصرخون ويسببون الضجة في الجزء الخلفي من القاعة، ورافق ذلك عدم تدخل الشرطة على الرغم من وجودها. بدأت المستشارة ساتون بتهدئة الغرفة بمجرد النهوض للتحدث، وأشارت في ملاحظاتها إلى الثقة التي زرعها أهل ريدنغ فيها للعمل في المجلس، مؤكدة على الثقة بالنساء في الاقتراع. نُقل عنها قولها: «أرادت النساء التصويت، أو على الأقل بعضنا يريد ذلك». سُمِع تأكيدها على أن منح النساء حق الاقتراع هو مسؤولية سيشعر الكثير منهن أنها جدية للغاية، وسيتعاملون معها بجدية أيضًا كما تعاملت هي مع انتخابها المحلية. زعمت أن المرأة «سترتقي إلى مستوى مسؤوليتها وستستفيد منها بشكل جيد».
ترأست ساتون مجموعة مكونة من 70 امرأة من ريدنغ من المدافعات عن حق الاقتراع (وكان من ضمنهم النساء العاملات، والمعلمات، والممرضات، والطبيبات، وأعضاء رابطة زهرة الربيع) اللواتي شاركن في مظاهرة الاتحاد الوطني لجمعيات حق المرأة في الاقتراع في لندن في 13 يونيو عام 1908 التي اتجهت نحو قاعة ألبرت الملكية. التُقِطت بعض الصور لهم أثناء انطلاقهم بالقطار، وقيل إن لافتة ريدنغ كانت واحدة من أكبر اللافتات، فزُيِّنت بالرئيسات الخمس في شعار الدرع بالمدينة كجزء من المسيرة الواسعة التي ضمت 10000 مشارك.

### مجلس المرأة
اُختيرت ساتون أول أمين صندوق إقليمي لمجلس المرأة في عام 1918، وذلك عندما عقدت آنا مونرو اجتماعًا اندمجت فيه مجموعات نسائية محلية مختلفة مناصرة لحق المرأة في الاقتراع، وانتسبت إلى رابطة حرية المرأة، والاتحاد الوطني للعاملات، والاتحاد الوطني لجمعيات حق المرأة في الاقتراع، ومدارس الكبار، وجمعية تعليم العمال، والنقابة التعاونية النسائية، ونقابة نساء السكك الحديدية، وحزب العمال المستقل، والحزب الاشتراكي البريطاني، ونقابة الرعاية الاجتماعية، والاتحاد الوطني للمعلمات، ورابطة معلمات الصف، واتحاد الخياطين، ومعهد بارك.

### العمل المدني
أصبحت ساتون أول مستشارة في إنجلترا في عام 1907 ممثلة جناح باتل الانتخابي في ريدنغ، أصبحت أول عضو مجلس محلي (1931) ثم عمدة (1933) في ثلاثينيات القرن الماضي، وانتقلت من مستقلة إلى حزب العمل، وأصبحت ثاني عمدة وأول امرأة في ريدنغ تابعة لحزب العمال. حصلت ساتون أيضًا على لقب فريمان في ريدنغ في عام 1954 تقديرًا لخدمتها المدنية التي استمرت 38 عامًا.
عاشت ساتون حتى بلغت 95 عامًا، وتوفيت في ريدنغ في عام 1957، وتركت خلفها 24600 جنيه إسترليني.